# Hymenandra pittieri
Hymenandra pittieri là một loài thực vật có hoa trong họ Anh thảo. Loài này được (Mez) Pipoly & Ricketson mô tả khoa học đầu tiên năm 1999.